# Albertine Randall

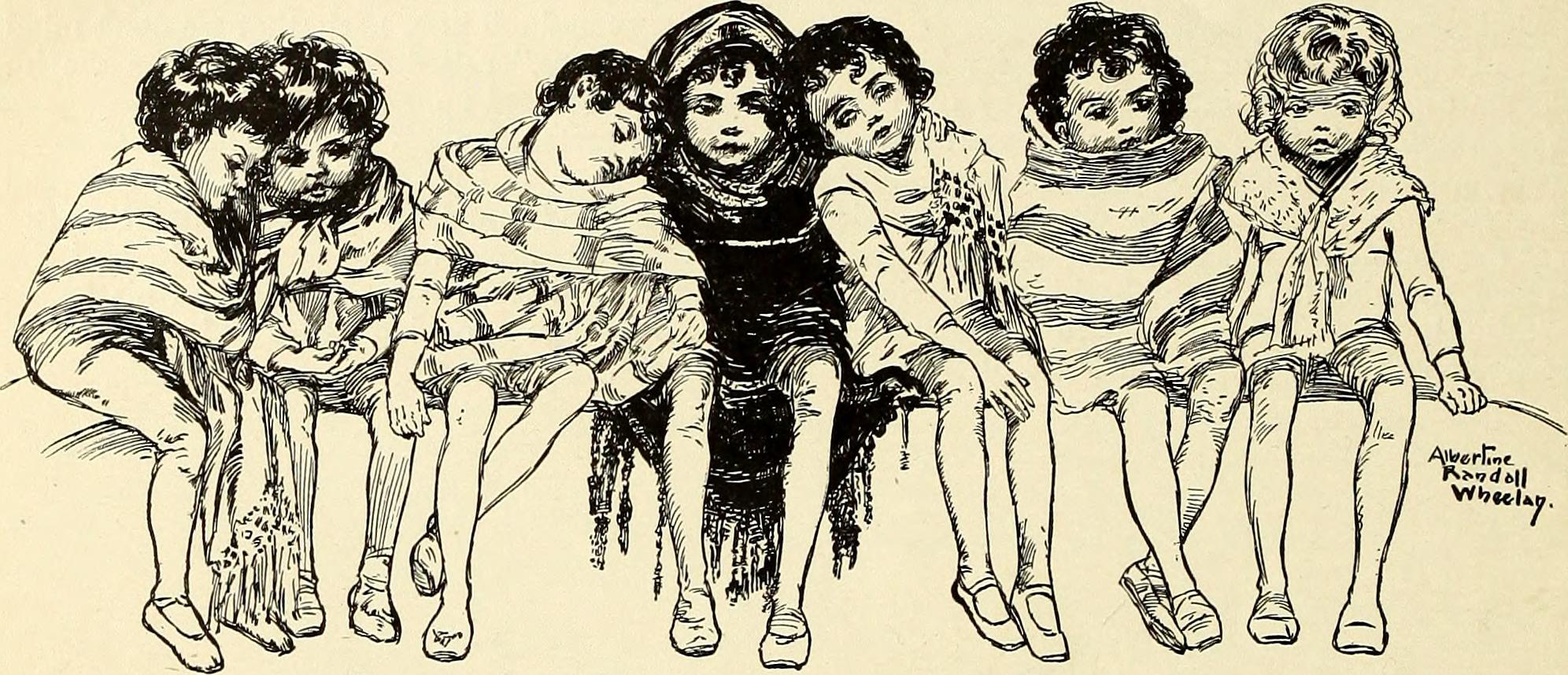
Una de las ilustraciones de Wheelan para una serie de 1873 en St. Nicholas Magazine

Albertine Randall Wheelan (California, 27 de mayo de 1863-9 de enero de 1954) fue una ilustradora, dibujante y diseñadora de vestuario estadounidense.

## Biografía
Randall nació en San Francisco, California. Un artículo de 1921 en American Magazine of Art menciona el barrio chino de San Francisco como una influencia particular en su desarrollo artístico. En 1887, se casó con el empresario Fairfax Henry Wheelan, con quien tuvo dos hijos, Edgar Stow Wheelan y Fairfax Randall Wheelan. Después de la muerte de su esposo en 1915, se mudó a la ciudad de Nueva York. 

## Carrera profesional
Wheelan firmó su trabajo con su nombre de casada, Albertine Randall Wheelan. Durante dos décadas antes de mudarse a Nueva York, fue la principal diseñadora de vestuario de David Belasco. Diseñó vestuario para la ópera de Belasco A Grand Army Man en 1904, y para su producción de 1907 The Rose of the Rancho, así como para la opereta Sari de 1914 de CS Cushing, EP Heath y Emmerich Kalman.
También ilustró libros y revistas para niños, incluidas varias piezas en St. Nicholas Magazine y Kindergarten Review, así como en The Quarterly Illustrator. Sus ilustraciones para el libro infantil A Chinese Child's Day obtuvieron elogios en The New York Times en un artículo de 1910 sobre literatura infantil. Se la menciona en un artículo de Publicaciones de la Sociedad Histórica Judía Estadounidense como diseñadora de un ex libris para libros «Dado por las Damas del Templo Emanu-El, San Francisco», en 1904.

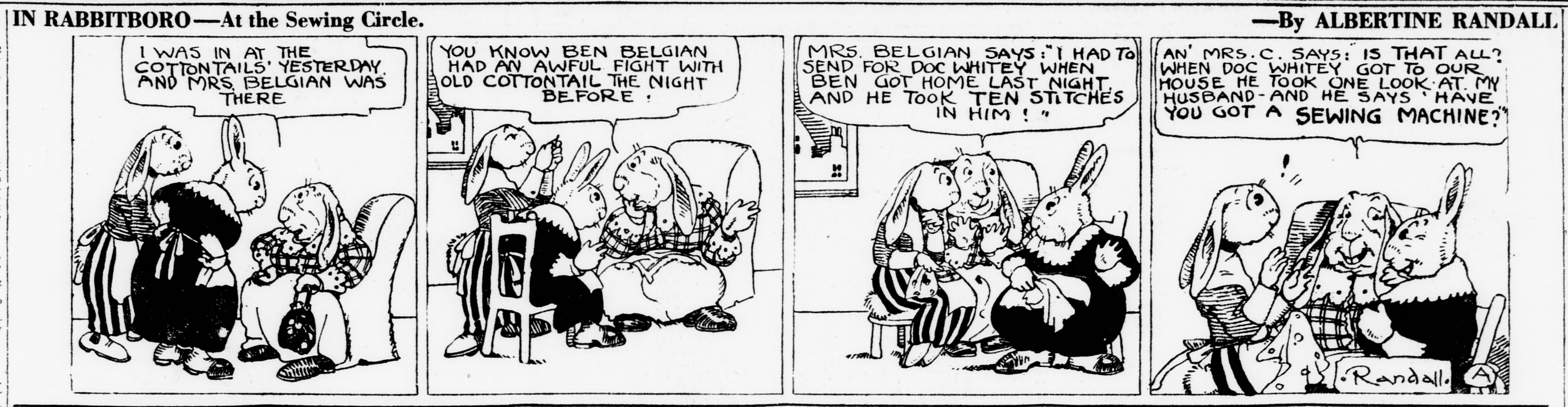
En Rabbitboro, 25 de octubre de 1924

En la década de 1920, Wheelan produjo un cómic para periódicos llamado In Rabbitboro, publicado originalmente en el boletín del Servicio George Matthew Adams. Un libro de 1922 sobre humoristas la incluyó entre «los principales dibujantes de cómics de periódicos de este país», y enumeró a In Rabbitboro como su principal obra destacada. In Rabbitboro fue posteriormente retitulado The Dumbunnies, y Wheelan lo patentó como The Dumbunnies en 1927.
Wheelan murió en Litchfield el 9 de enero de 1954.

## Exposiciones
El trabajo de Wheelan se incluyó en Woman's Building en la Feria Mundial de Chicago de 1893. En un relato del trabajo de mujeres ilustradoras que se mostró en la Feria, Alice C. Morse escribió que Wheelan «muestra una gran originalidad, un notable sentido del humor y un manejo audaz de la pluma. Disfrutamos enormemente de sus chinos, gatos y otras divertidas creaciones. Son reales sin sombra de duda, y uno está seguro de que han hecho, y volverán a hacer, todas las cosas ridículas que la Sra. Wheelan los representa haciendo».
En marzo de 1911, algunos de los ex libris de Wheelan se mostraron en una exposición en la Sociedad de Artes y Oficios de Detroit, prestados por un miembro de la California Book-Plate Society.
En marzo de 1935, la Galería Carlyle exhibió algunos de los dibujos de Wheelan sobre «temas españoles, parisinos y mallorquines». En octubre de 1937, los bocetos de viaje de Wheelan se exhibieron en la sucursal de Hudson Park de la Biblioteca Pública de Nueva York.